# 水野政義
水野 政義（みずの まさよし、1965年〈昭和40年〉8月9日 - ）は、日本の農林水産官僚。

## 来歴
愛知県出身。愛知県立千種高等学校を経て、1989年（平成元年）3月、早稲田大学法学部を卒業し、同年4月、農林水産省へ入省。
入省後、経営局総務課調査官、農林水産省大臣官房国際部国際経済課国際交渉官、同国際部国際経済課長、生産局畜産部畜産企画課長、林野庁林政部林政課長、農林水産省大臣官房国際部長などを歴任。途中、経済産業省などに出向し、経済産業省大臣官房審議官（貿易経済協力局・農林水産品輸出担当）や外務省国際協力局地球環境課長を務めた他、東京農林水産消費技術センター、在ジュネーブ国際機関日本政府代表部等に在籍した。
2021年（令和3年）7月1日、農林水産省大臣官房総括審議官（新事業・食品産業）に就任。
2022年（令和4年）6月28日、農林水産省輸出・国際局長に就任。
2024年（令和6年）7月5日、農林水産省を退職。

## 年譜
- 1989年（平成元年）
  - 3月 - 早稲田大学法学部卒業[1]
  - 4月 - 農林水産省入省[1]
- 2005年（平成17年）4月 - 農林水産省経営局総務課調査官[1]
- 2006年（平成18年）8月 - 農林水産省大臣官房国際部国際経済課国際交渉官[1]
- 2008年（平成20年）8月 - 外務省国際協力局地球環境課長[1]
- 2010年（平成22年）12月 - 農林水産省大臣官房国際部国際経済課長[1]
- 2014年（平成26年）8月 - 農林水産省生産局畜産部畜産企画課長[1]
- 2016年（平成28年）6月 - 林野庁林政部林政課長[1]
- 2018年（平成30年）7月 - 経済産業省大臣官房審議官（貿易経済協力局・農林水産品輸出担当）[1]
- 2019年（令和元年）7月 - 農林水産省大臣官房国際部長[1]
- 2021年（令和3年）7月 - 農林水産省大臣官房総括審議官（新事業・食品産業）[5]
- 2022年（令和4年）6月 - 農林水産省輸出・国際局長[2]
- 2024年（令和6年）7月 - 農林水産省退職[3][4]